# Cecropia glaziovii
Cecropia glaziovii är en nässelväxtart som beskrevs av Snethlage. Cecropia glaziovii ingår i släktet Cecropia och familjen nässelväxter. Inga underarter finns listade i Catalogue of Life.

## Bildgalleri

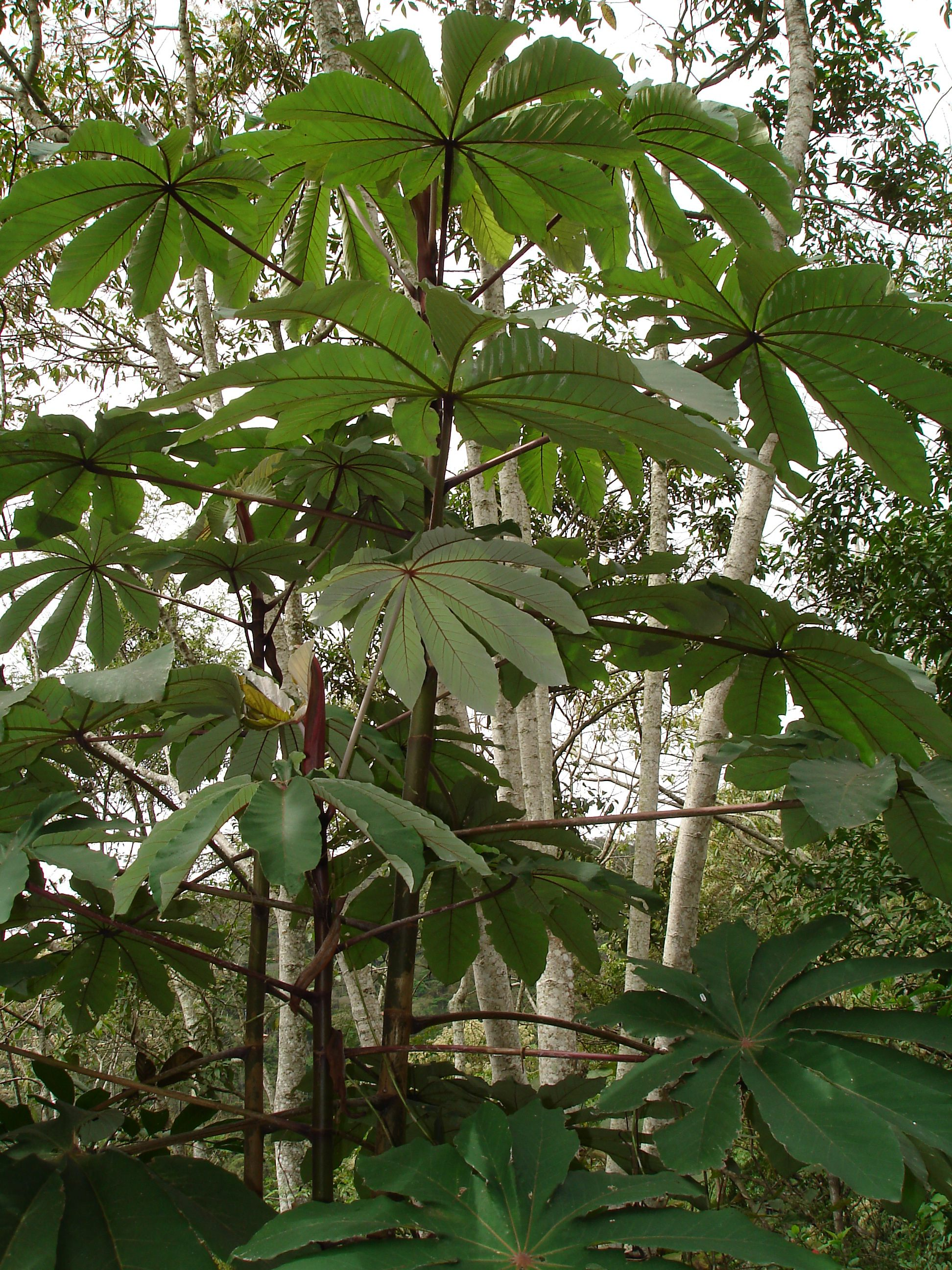
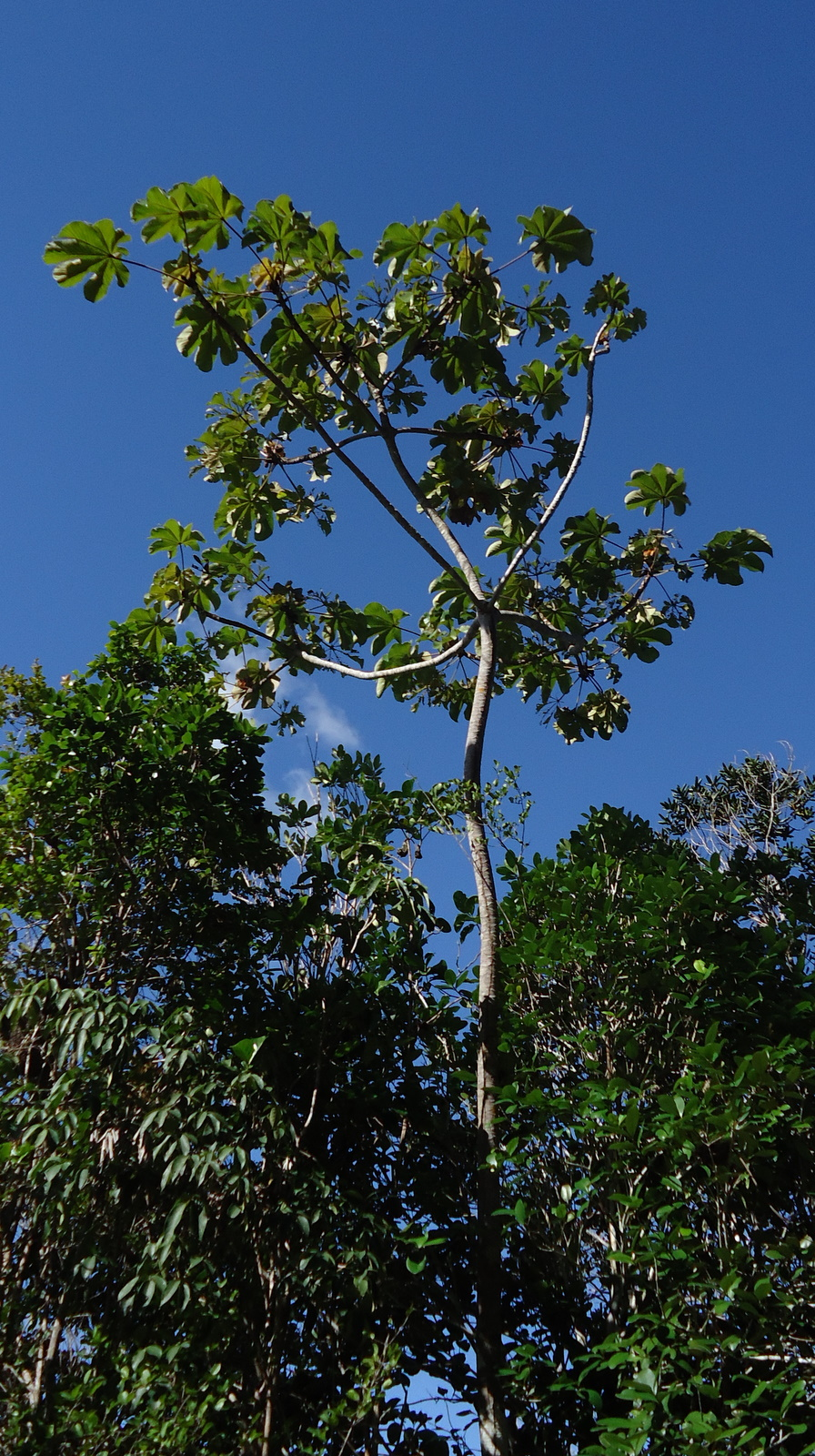